# سبيدواي جانكي
سبيدواي جانكي أو مدمن سباق السيارات (بالإنجليزية: Speedway Junky)‏ هو فِيلم أميركي أنتج سنة 1991 كتبهُ وأخرجه نيكولاس بيري. من بطولة جيسي برادفورد، وجوردن بروير، وجوناثان تايلور توماس وداريل هانا

## خلفية
الفِلم من نجومية جيسي برادفورد في دور «جوني»، الشاب الذي يحلم أن يعمل في سباق سيارات، بعد أن فقد كل ماله وومتلكاته في لاس فيغاس، إندفع مسرعًا إلى عالم الدعارة الذكورية على أمل أن يجمع ما يكفي من المال للسفر إلى تشارلوت بكارولاينا الشمالية للانضمام إلى صناعة سباق السيارات. يلتقي «جوني» بـ«إريك» الذي يؤدي دوره جوردن بروير مثلي الجنس المحتال، الذي يجد نفسه واقعًا ضحية حب لجوني. ويؤدي جوناثان تايلور توماس دور المحتال «ستيف» مزدوج الميول الجنسية. بينما تؤدي داريل هانا دور الفناة الإستعراضية والعاهرة «فيرونيكا» التي تشغل وظيفة الأم البديلة لـ«إريك» منذ وفاة أمه، وظل الشيء الوحيد الذي يذكر إريك بأمه هو دولار من الفضة يجلب له الحظ الحسن.

## الممثلين
- جيسي برادفورد بدور جوني
- جوردن بروير بدور إريك
- جوناثان تايلور توماس بدور فيرونيكا
- داريل هانا بدور فيرونيكا
- تيفاني ثايسن بدور ويلما برايس
- باتسي كينسيت بدور دونا
- جاستن يورتش بدور سكوبي
- ادريان فرانتز بدور كيلي
- باتريك رينا بدور بوك
- إريك ألكسندر جافيكا بدور جي.تي.
- تيموثي ماكنيل بدور روسيل
- وورين جي بدور برينتلي شو

## روابط خارجية
- سبيدواي جانكي على موقع IMDb (الإنجليزية)
- سبيدواي جانكي على موقع ميتاكريتيك (الإنجليزية)
- سبيدواي جانكي على موقع روتن توميتوز (الإنجليزية)
- سبيدواي جانكي على موقع نتفليكس (الإنجليزية)
- سبيدواي جانكي على موقع ألو سيني (الفرنسية)
- سبيدواي جانكي على موقع Turner Classic Movies (الإنجليزية)
- سبيدواي جانكي على موقع أول موفي (الإنجليزية)
- سبيدواي جانكي على موقع بوكس أوفيس موجو (الإنجليزية)
- سبيدواي جانكي على موقع فيلمافينيتي (الإسبانية)
- سبيدواي جانكي على موقع قاعدة بيانات الفيلم (الإنجليزية)